# Chauchina
Chauchina es una localidad y municipio español situado en la parte occidental de la comarca de la Vega de Granada, en la provincia de Granada, comunidad autónoma de Andalucía. Limita con los municipios de Cijuela, Fuente Vaqueros, Santa Fe y Chimeneas. Otras localidades cercanas son Láchar, El Jau y Pedro Ruiz. Cuenta con una población de 5781 habitantes (INE 2024). Por su término discurre el río Genil.
El municipio chauchinero es una de las treinta y cuatro entidades que componen el Área Metropolitana de Granada, y comprende los núcleos de población de Chauchina —capital municipal—, Romilla y Romilla la Nueva.
El aeropuerto de Granada —llamado oficialmente aeropuerto Federico García Lorca de Granada-Jaén— está situado mayormente en su término.

## Toponimia
Su nombre deriva del latín Sancius, y este a su vez de la palabra salix, que significa «sauce». En época árabe se transcribió como Yayyaâna. El único gentilicio que se emplea es el de chauchinero/a.
| Sancius > Yayyaâna > Chauchina |

## Historia
Los primeros restos hallados en Chauchina corresponden al período del Neolítico medio y fueron encontrados en el yacimiento de Las Catorce Fanegas, relacionado con la Cultura de las Cuevas. Destacan una vasija de panza globular y un fragmento de un brazalete de caliza de color gris oscuro. La gran potencialidad de recursos del territorio, con abundancia de agua, rica vegetación, gran variedad faunística y suelos favorables para la agricultura, hace suponer la continuidad histórica del poblamiento en los alrededores de Chauchina.
Sin embargo, hay que esperar hasta bien entrada la nueva etapa histórica para encontrar algunos restos materiales en el territorio. Se trata de una moneda íbera de Cástulo, un semis, encontrada en la zona de la casería de San Francisco. La entrada de Roma en contacto con las tierras de sur de la península ibérica se produjo a finales del s. III a. C., como resultado de uno de los episodios militares de la segunda guerra púnica. Desde entonces, el territorio de la Vega de Granada quedó adscrito en lo político-administrativo a Ilíberis y en lo económico a la amplia red comercial de Roma. En Chauchina se han encontrado restos esporádicos correspondientes a una villae romana.

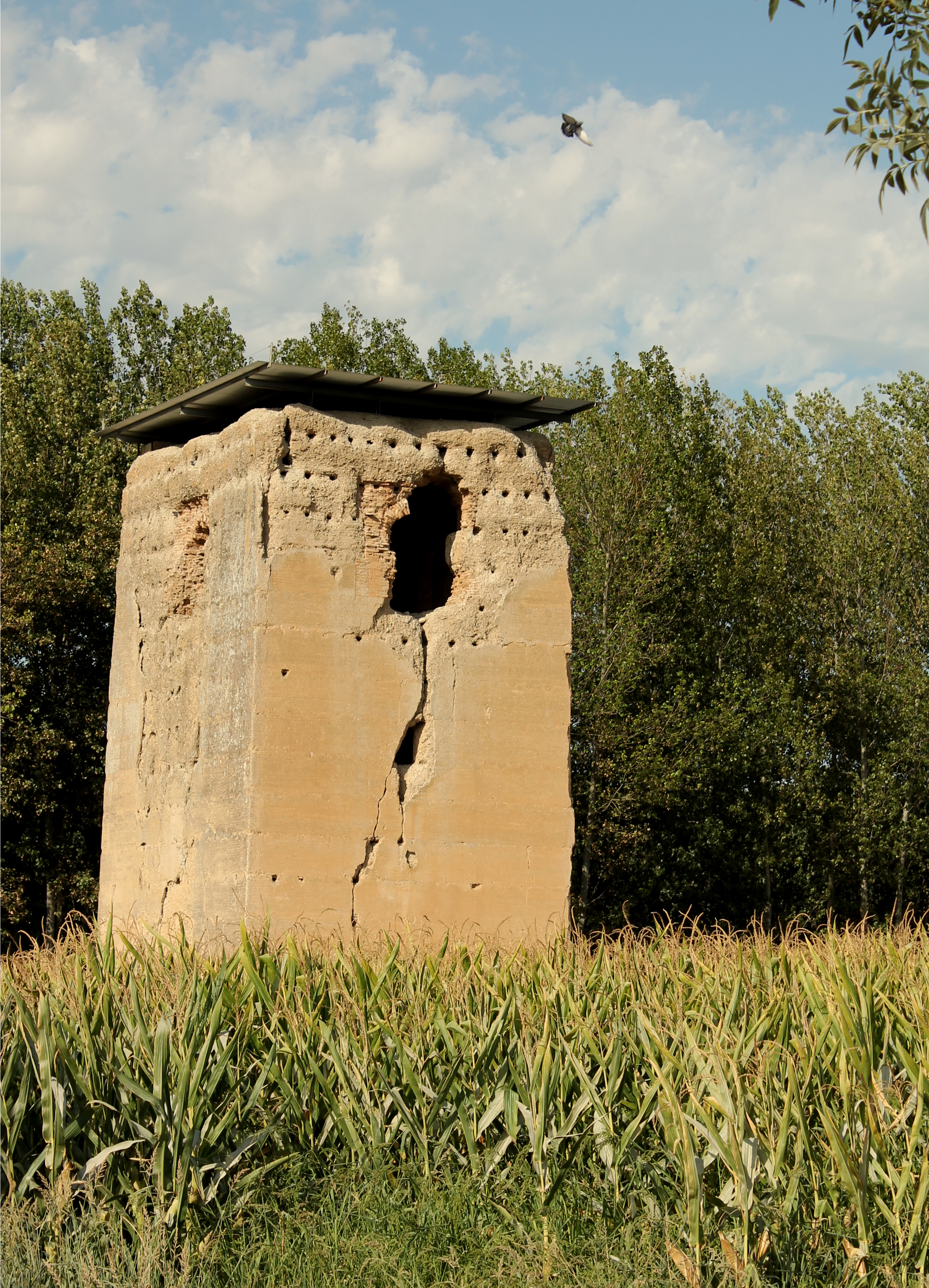
Torre de Romilla

Con la llegada de las tropas musulmanas, toda la Vega desempeñó un papel de primera magnitud. Chauchina se convirtió en una alquería en la que vivirían entre quinientos y mil habitantes y parte del territorio fue desecado e incorporado al sistema agrícola. De esta época se conserva en Romilla una torre militar defensiva que enlaza con un sistema de torres y torreones de época nazarí. El historiador Miguel A. Ladero Quesada, en su libro Castilla y la conquista del Reino de Granada, narra las sucesivas incursiones cristianas en el territorio de la Vega desde 1482, lo cual supuso un proceso de empobrecimiento general de la zona debido al abandono de muchas tierras de labor por los agricultores, los cuales huían a la capital granadina.
Chauchina ya aparecía en la primera delimitación del término de Granada, realizada en el mes de mayo de 1492, como una de las alquerías arrasadas por la guerra y si bien en el repartimiento de Santa Fe los moriscos conservaron sus tierras, lo cierto es que en parte de su territorio se produjo una acumulación de tierras entre los nuevos colonos. Uno de los cambios más significativos fue la gran cantidad de terrenos pertenecientes al Soto de Roma, a cuyo nombre se agregó a partir de entonces la designación de Real Sitio, que pasaron a pertenecer a la familia real española.
Además, como consecuencia de la Reconquista cristiana, el sistema agrícola nazarí se vio modificado en varios aspectos, entre los que destacan los cambios en el regadío y en los cultivos.
Tras la Guerra de la Independencia, gran parte del territorio de Chauchina se incorpora por Decreto de 22 de julio de 1813 a la jurisdicción del Duque de Wellington y sus sucesores. No obstante, las desamortizaciones de mediados del siglo XIX provocaron la venta de una parte de los terrenos. Pero esta medida no favoreció a los arrendatarios de las parcelas pues en muchos casos se vendían en grandes lotes. Un ejemplo de esto se encuentra en Romilla, en donde gran parte de estas tierras pasaron a pertenecer a los Condes de Casa Valencia.
A mediados del siglo XIX, según Pascual Madoz, Chauchina tenía 360 casas, casi todas de tierra, a excepción de las menos antiguas, construidas de ladrillo. Sus calles estaban desempedradas y eran intransitables en tiempos de lluvia. Poseía una plaza llamada "del Mercado", bastante espaciosa, casa consistorial y cárcel, en el mismo edificio y escuela de primera enseñanza dotada con 20 reales diarios. Asegura Madoz que Chauchina originalmente estaba formada por dos núcleos separados que se llamaban las Chauchinas, la alta y la baja, y progresando con lentitud tomó mayor importancia en la década de los años 50 del siglo XIX.
En 1878 se comenzó el cultivo de la remolacha azucarera en la comarca, que trajo consigo una gran evolución económica, llegando a convertirse la provincia de Granada en la octava más rica de toda España. La crisis de los años 1930 hizo que se introdujera el cultivo de maíz y tabaco como predominantes.

## Geografía

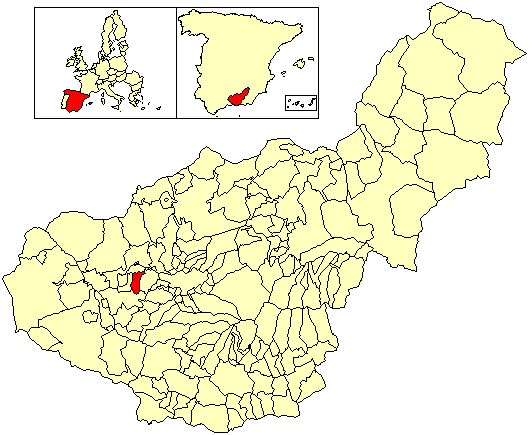
Extensión del municipio en la provincia de Granada

### Situación
Integrado en la comarca de la Vega de Granada, se encuentra situado a 19 kilómetros de la capital provincial, a 97 de Jaén, a 172 de Almería y a 292 de Murcia. El término municipal está atravesado por la autovía A-92, que conecta las ciudades de Málaga y Sevilla con Granada, Almería y Murcia.
| Noroeste: Cijuela y Fuente Vaqueros | Norte: Fuente Vaqueros | Nordeste: Fuente Vaqueros y Santa Fe |
| Oeste: Cijuela                      |                        | Este: Santa Fe                       |
| Suroeste: Chimeneas                 | Sur: Chimeneas         | Sureste: Chimeneas                   |

### Clima
El clima de Chauchina es de tipo mediterráneo continentalizado: fresco en invierno, con abundantes heladas; y caluroso en verano, con máximas sobre los 35 °C. La oscilación térmica es grande durante todo el año, superando muchas veces los 20 °C en un día. Las lluvias, ausentes en verano, se concentran en el invierno y son escasas durante el resto del año.
| Parámetros climáticos promedio de Observatorio del aeropuerto de Granada (municipio de Chauchina) (567 m s. n. m.) (Periodo de referencia: 1991-2020, extremos: 1972-presente) | Parámetros climáticos promedio de Observatorio del aeropuerto de Granada (municipio de Chauchina) (567 m s. n. m.) (Periodo de referencia: 1991-2020, extremos: 1972-presente) | Parámetros climáticos promedio de Observatorio del aeropuerto de Granada (municipio de Chauchina) (567 m s. n. m.) (Periodo de referencia: 1991-2020, extremos: 1972-presente) | Parámetros climáticos promedio de Observatorio del aeropuerto de Granada (municipio de Chauchina) (567 m s. n. m.) (Periodo de referencia: 1991-2020, extremos: 1972-presente) | Parámetros climáticos promedio de Observatorio del aeropuerto de Granada (municipio de Chauchina) (567 m s. n. m.) (Periodo de referencia: 1991-2020, extremos: 1972-presente) | Parámetros climáticos promedio de Observatorio del aeropuerto de Granada (municipio de Chauchina) (567 m s. n. m.) (Periodo de referencia: 1991-2020, extremos: 1972-presente) | Parámetros climáticos promedio de Observatorio del aeropuerto de Granada (municipio de Chauchina) (567 m s. n. m.) (Periodo de referencia: 1991-2020, extremos: 1972-presente) | Parámetros climáticos promedio de Observatorio del aeropuerto de Granada (municipio de Chauchina) (567 m s. n. m.) (Periodo de referencia: 1991-2020, extremos: 1972-presente) | Parámetros climáticos promedio de Observatorio del aeropuerto de Granada (municipio de Chauchina) (567 m s. n. m.) (Periodo de referencia: 1991-2020, extremos: 1972-presente) | Parámetros climáticos promedio de Observatorio del aeropuerto de Granada (municipio de Chauchina) (567 m s. n. m.) (Periodo de referencia: 1991-2020, extremos: 1972-presente) | Parámetros climáticos promedio de Observatorio del aeropuerto de Granada (municipio de Chauchina) (567 m s. n. m.) (Periodo de referencia: 1991-2020, extremos: 1972-presente) | Parámetros climáticos promedio de Observatorio del aeropuerto de Granada (municipio de Chauchina) (567 m s. n. m.) (Periodo de referencia: 1991-2020, extremos: 1972-presente) | Parámetros climáticos promedio de Observatorio del aeropuerto de Granada (municipio de Chauchina) (567 m s. n. m.) (Periodo de referencia: 1991-2020, extremos: 1972-presente) | Parámetros climáticos promedio de Observatorio del aeropuerto de Granada (municipio de Chauchina) (567 m s. n. m.) (Periodo de referencia: 1991-2020, extremos: 1972-presente) |
| Mes | Ene. | Feb. | Mar. | Abr. | May. | Jun. | Jul. | Ago. | Sep. | Oct. | Nov. | Dic. | Anual |
| --- | --- | --- | --- | --- | --- | --- | --- | --- | --- | --- | --- | --- | --- |
| Temp. máx. abs. (°C) | 25.7 | 26.2 | 31.2 | 36.9 | 39.5 | 42.6 | 45.7 | 46.0 | 43.1 | 35.9 | 27.9 | 24.5 | 46.0 |
| Temp. máx. media (°C) | 13.6 | 15.6 | 19.0 | 21.4 | 26.1 | 31.8 | 35.6 | 35.1 | 29.5 | 23.9 | 17.3 | 14.3 | 23.6 |
| Temp. media (°C) | 6.9 | 8.5 | 11.5 | 14.0 | 18.1 | 22.9 | 26.0 | 25.7 | 21.2 | 16.5 | 10.7 | 7.9 | 15.8 |
| Temp. mín. media (°C) | 0.1 | 1.5 | 4.0 | 6.5 | 10.1 | 14.0 | 16.3 | 16.2 | 13.0 | 9.0 | 4.1 | 1.4 | 8.0 |
| Temp. mín. abs. (°C) | -14.2 | -10.0 | -7.6 | -3.2 | -0.2 | 5.0 | 6.4 | 6.6 | 3.6 | -2.6 | -6.4 | -9.2 | -14.2 |
| Precipitación total (mm) | 41.4 | 36.3 | 41.0 | 36.8 | 29.9 | 7.6 | 0.3 | 2.6 | 26.4 | 42.6 | 53.1 | 50.1 | 368.0 |
| Días de precipitaciones (≥ 1 mm) | 5.9 | 5.7 | 5.8 | 5.8 | 4.2 | 1.5 | 0.1 | 0.4 | 3.3 | 5.1 | 6.3 | 6.5 | 50.5 |
| Días de nevadas (≥ 0.01 mm) | 0.6 | 0.4 | 0.0 | 0.0 | 0.0 | 0.0 | 0.0 | 0.0 | 0.0 | 0.0 | 0.1 | 0.0 | 1.1 |
| Horas de sol | 174 | 181 | 226 | 243 | 294 | 345 | 378 | 347 | 270 | 223 | 171 | 161 | 2995 |
| Humedad relativa (%) | 72 | 66 | 60 | 56 | 49 | 41 | 36 | 40 | 52 | 63 | 71 | 75 | 57 |
| Fuente: Agencia Estatal de Meteorología | | | | | | | | | | | | | |

## Demografía
Cuenta con una población de 5781 habitantes (INE 2024), que se distribuyen de la siguiente manera:
| Unidad poblacional | Hab. |
| ------------------ | ---- |
| Chauchina          | 5316 |
| Romilla            | 381  |
| Romilla la Nueva   | 93   |
| TOTAL              | 5798 |

### Evolución de la población
| Gráfica de evolución demográfica de Chauchina entre 1842 y 2021                                                     |
| |
| Población de derecho según los censos de población del INE Población de hecho según los censos de población del INE |

## Economía

### Evolución de la deuda viva municipal
| Gráfica de evolución de la deuda viva del Ayuntamiento de Chauchina entre 2008 y 2019                                |
| |
| Deuda viva del Ayuntamiento de Chauchina en miles de euros según datos del Ministerio de Hacienda y Función Pública. |

## Administración y política

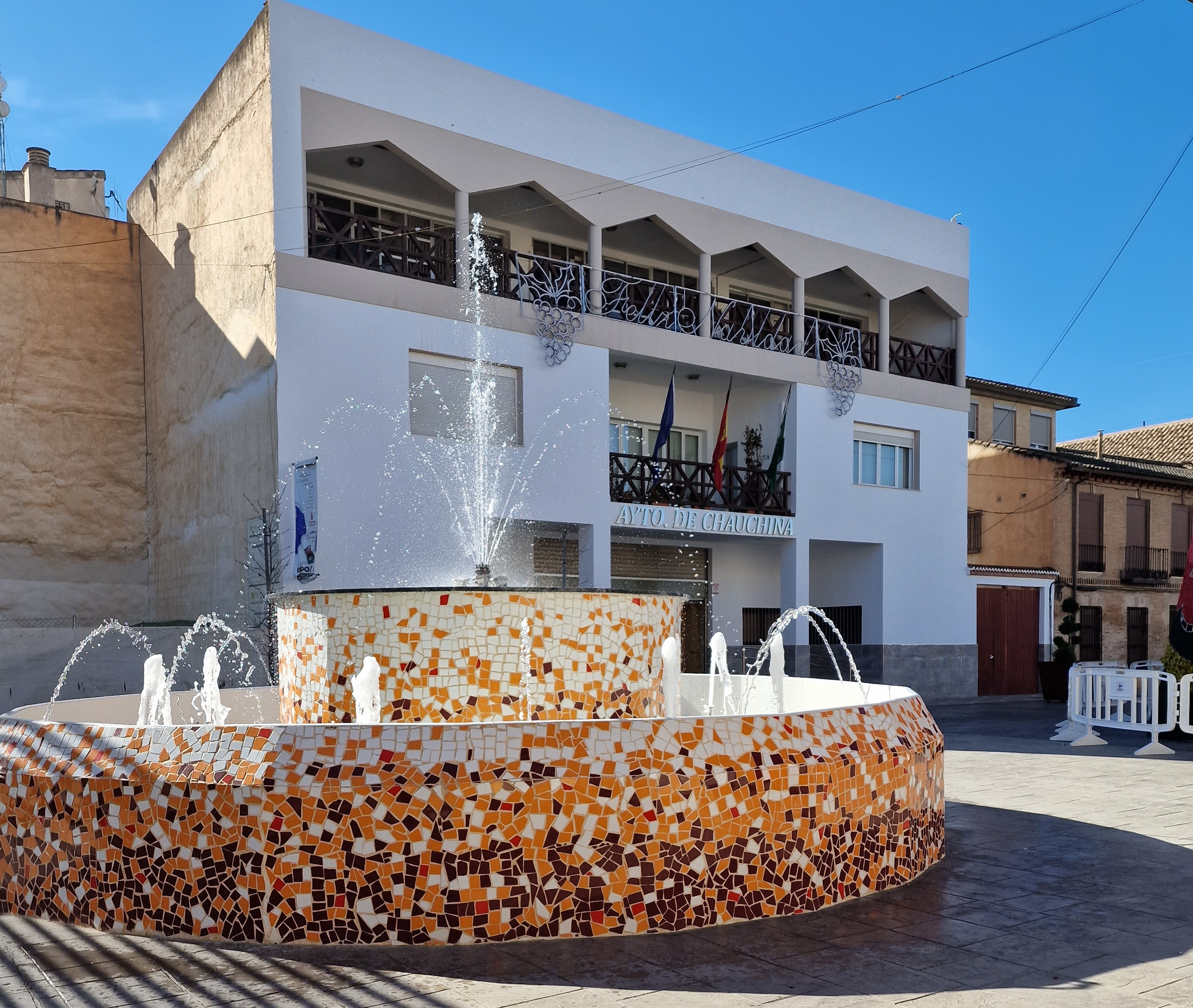
Casa consistorial, en la plaza de la Constitución

Los resultados en Chauchina de las últimas elecciones municipales, celebradas en mayo de 2023, son:
| Elecciones Municipales - Chauchina (2023) | Elecciones Municipales - Chauchina (2023)     | Elecciones Municipales - Chauchina (2023) | Elecciones Municipales - Chauchina (2023) | Elecciones Municipales - Chauchina (2023) |
| Partido político                          | Partido político                              | Votos                                     | Votos                                     | Concejales                                |
| ----------------------------------------- | --------------------------------------------- | ----------------------------------------- | ----------------------------------------- | ----------------------------------------- |
|                                           | Partido Popular (PP)                          | 922                                       | 30,37 %                                   | 4                                         |
|                                           | Partido Socialista Obrero Español (PSOE)      | 870                                       | 28,66 %                                   | 4                                         |
|                                           | Izquierda Unida Para la Gente (PARA LA GENTE) | 715                                       | 23,55 %                                   | 3                                         |
|                                           | Vecinos por Chauchina (VxCh)                  | 385                                       | 12,68 %                                   | 2                                         |
|                                           | Vox (VOX)                                     | 111                                       | 3,65 %                                    | 0                                         |

### Alcaldes
| Legislatura | Nombre                                                                       | Grupo |
| ----------- | ---------------------------------------------------------------------------- | ----- |
| 1979-1983   | Francisco Chica Chica                                                        | PSOE  |
| 1983-1987   | Nicolás Chica Carmona                                                        | PSOE  |
| 1987-1991   | Nicolás Chica Carmona (1987-1989) José Fernández García (1989-1991)          | PSOE  |
| 1991-1995   | José Fernández García                                                        | PSOE  |
| 1995-1999   | José Fernández García                                                        | PSOE  |
| 1999-2003   | Juan Manuel Fernández Ortega                                                 | PSOE  |
| 2003-2007   | Antonio Manuel Chica Castillo                                                | PSOE  |
| 2007-2011   | María del Carmen Pérez Rodríguez                                             | IU    |
| 2011-2015   | María Encarnación García García                                              | PSOE  |
| 2015-2019   | María Encarnación García García                                              | PSOE  |
| 2019-2023   | Marina Martín Jiménez (2019-2022) Cristina Pilar González García (2022-2023) | PSOE  |
| 2023-act.   | Jesús Fernández Moreno                                                       | PSOE  |

## Comunicaciones

### Aeropuerto

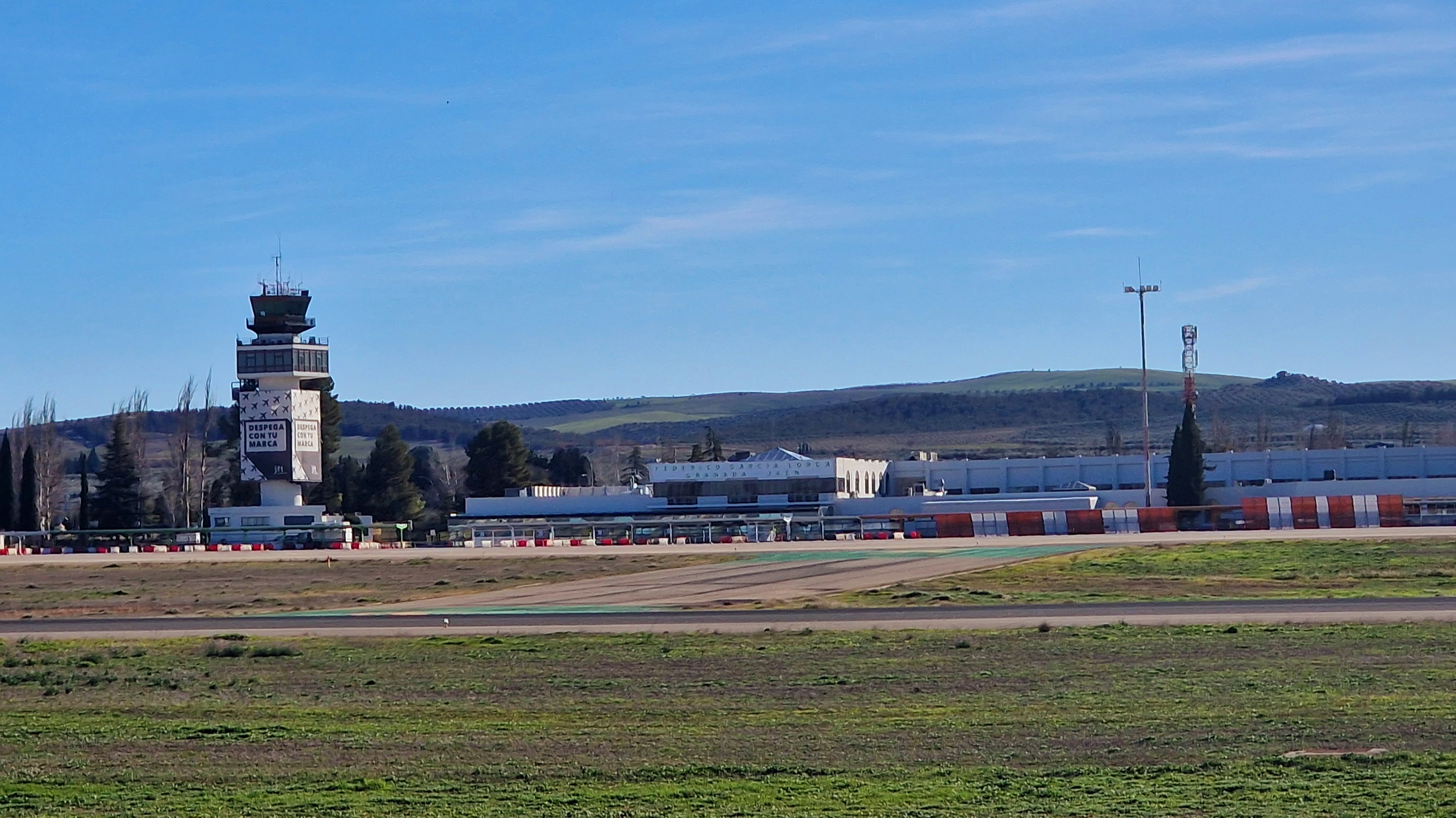
Aeropuerto de Granada, en el municipio de Chauchina

La mayor parte del Aeropuerto Federico García Lorca de Granada-Jaén se encuentra en el municipio. Por la proximidad a las instalaciones aeroportuarias, Chauchina —al igual que el resto de poblaciones cercanas— se ve afectado por pequeñas cuotas de contaminación acústica, provocada por el ruido de las aeronaves al sobrevolar el municipio en las maniobras de despegue y aterrizaje.

### Carreteras
Las principales vías de comunicación que transcurren por el municipio son:
| Identificador | Denominación                  | Itinerario                 |
| ------------- | ----------------------------- | -------------------------- |
| A-92          | Autovía A-92                  | Sevilla - Almería          |
| GR-3401       | De A-92 a estación de Íllora  | Chauchina - Obéilar        |
| GR-3402       | De Cijuela a Ventas de Huelma | Cijuela - Ventas de Huelma |
| GR-3404       | De Chauchina a Romilla        | Chauchina - Romilla        |

Algunas distancias entre Chauchina y otras ciudades:
| Ciudades | Distancia (km) |
| -------- | -------------- |
| Santa Fe | 6              |
| Granada  | 19             |
| Jaén     | 97             |
| Almería  | 172            |
| Murcia   | 292            |

## Servicios públicos

### Sanidad
El municipio cuenta con tres consultorios médicos de atención primaria situados uno en la avenida de la Virgen del Espino, n.º 1, de Chauchina, otro en la calle Águila s/n de Romilla, y el otro en la plaza de San Isidro s/n de Romilla la Nueva, dependientes todos ellos del Distrito Sanitario Metropolitano de Granada. El servicio de urgencias está en el centro de salud de Santa Fe y el área hospitalaria de referencia es el Hospital Ruiz de Alda de Granada capital.

### Educación
Los centros educativos que hay en el municipio son:
| Denominación Genérica                      | Nombre del Centro           | Naturaleza | Dirección                                        |
| ------------------------------------------ | --------------------------- | ---------- | ------------------------------------------------ |
| Instituto de Educación Secundaria          | I.E.S. "Arjé"               | Público    | Av. del parque, s/n                              |
| Sección de Educación Permanente            | S.E.P. "Chauchina"          | Público    | Pl. de la Constitución, 12                       |
| Colegio Público Rural                      | C.P.R. "Fuente de la Reina" | Público    | C/ Águila, s/n. Romilla                          |
| Escuela Infantil                           | E.I. "Matilde Cantos"       | Público    | C/ Acequia, 10                                   |
| Centro de Educación Infantil               | C.E.I. "Planeta Calarú"     | Privado    | Av. Virgen del Espino, esq. C/ Don Quijote, s/n. |
| Colegio de Educación Infantil y Primaria   | C.E.I.P. "El Sauce"         | Público    | C/ Verbena, s/n                                  |
| Centro Autorizado de Enseñanzas Deportivas | C.A.E.D. "El Soto"          | Privado    | Cno. de los Diecinueve, s/n                      |
| Centro Docente Privado                     | C.D.P. "El Soto"            | Privado    | Cno. de los Diecinueve, s/n                      |
| Centro Docente Privado                     | C.D.P. "Virgen del Espino"  | Privado    | C/ San José Obrero, s/n                          |

## Cultura

### Patrimonio

#### Torre de Romilla
La Torre de Romilla se encuentra a unos quinientos metros de la margen izquierda del río Genil y a unos veinte metros del camino que desde Romilla se dirige hacia el río. Es una sólida construcción de tapial, de planta rectangular con aspecto troncopiramidal. La torre tiene tres plantas y un aljibe interior debajo de la inferior. Se conserva en bastante buen estado, a pesar de hallarse en medio de un campo de cultivo.

#### La Peana
La peana es parte de una columna dórica procedente de la cantera de El Turro, en Cacín, que iba destinada al patio central del palacio de Carlos V. En el trayecto hacia Granada se rompió y ahora se sitúa junto a la iglesia parroquial.

#### Iglesia parroquial

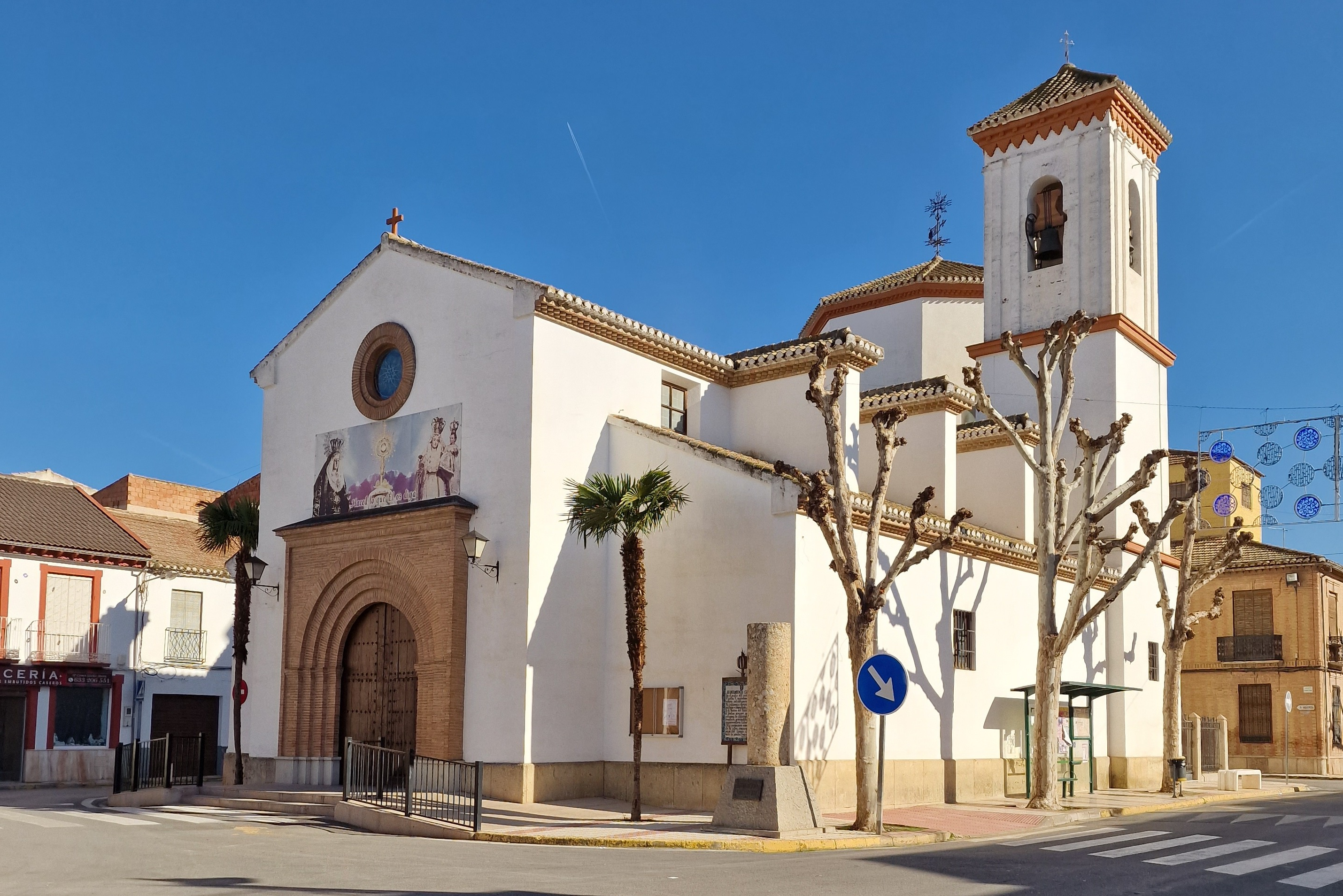
Iglesia del Señor de la Humildad

Dedicada al Santo Cristo de la Humildad, la iglesia parroquial de Chauchina estaba en ruinas a finales del siglo XVIII. Levantados los cimientos de la nueva iglesia a la altura de una vara, a iniciativa de Godoy, según Pascual Madoz, la construcción quedó paralizada debido a la Guerra de la Independencia.
La actual iglesia data de 1982. Consta de planta rectangular de tres naves separadas por pilastras sobre las que se sitúan arcos de medio punto. De la antigua iglesia ha permanecido el campanario, que está adosado a la cabecera.

#### Ermita de la Virgen del Espino
La Virgen del Espino o del Pincho, como se la conoce en la Vega de Granada, recibe la devoción de los vecinos de Chauchina y de las localidades cercanas desde la primera década del siglo XX. Su imagen es custodiada por las madres Clarisas Capuchinas en esta ermita que lleva su nombre. Se trata de un templo modesto, construido en el lugar donde según una tradición local en 1906 se le apareció la virgen a una lugareña. La primera capilla fue inaugurada en 1918. Su día de celebra el 9 de abril, cuando es su procesión.

### Fiestas
Sus fiestas populares se celebran cada año la última semana de julio. El 7 de octubre se conmemora la festividad de la Virgen del Rosario, patrona del municipio.
El 9 de abril se conmemora la aparición de la Virgen del Espino a la anciana Rosario Granados Martín en 1906, con una procesión con la imagen de la virgen haciendo el mismo recorrido que hizo con Rosario.
También es típico de Chauchina, como en el resto de la Vega de Granada, celebrar el 25 de abril el día de la merendica coincidiendo con el día de San Marcos donde se junta la gente por la tarde para degustar los populares hornazos acompañados de habas verdes.

## Hermanamiento
- La Roche-sur-Yon, Francia